# 와코 CG-15

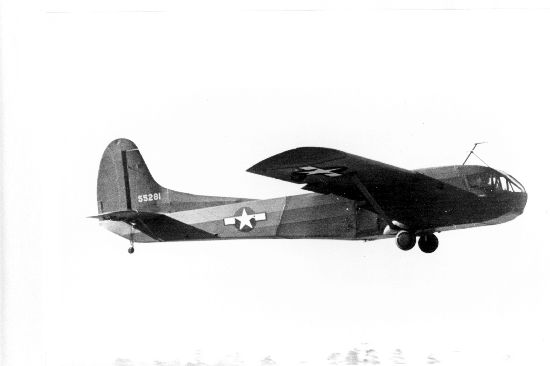
CG-15A

와코 CG-15(Waco CG-15)는 미국의 군사 글라이더로서, CG-4에서 개발된 것이다. 전작과 매우 비슷하고 동일한 수의 승객을 수용할 수 있지만 날개가 더 짧아지고 코 부분이 더 날씬해져 더 빠르게 여행할 수 있는 등 설계상 수많은 변화가 있었다. 1,000대가 주문되었고 생산 중단 전까지 473대가 전달되었다. 2대는 테스트 목적으로 XLR2W-1라는 이름으로 해군에 전달되었다. 1대는 XPG-3 전동 글라이더로 변환되었으며 2개의 Jacobs R-755 엔진을 탑재했다.

## 종류
- XCG-15
- XCG-15A
- CG-15A
- PG-3
- XLR2W-1
- G-3A
- G-15A

## 운용국
- 미국
  - 미국 육군 항공대
  - 미국 해군

## 참고 자료
- “Fiddlersgreen paper model of WACO CG-4 Invasion Glider with historical notes and photos”.
- Handon, David. “WACO CG-15A”. 《Dave's warbirds.com》. 2007년 4월 30일에 확인함.